# Breviceps poweri
Breviceps poweri (tên tiếng Anh: Power's Rain Frog) là một loài ếch trong họ Nhái bầu.
Nó được tìm thấy ở Angola, Cộng hòa Dân chủ Congo, Malawi, Mozambique, Zambia, có thể cả Botswana, có thể cả Namibia, và có thể cả Zimbabwe.
Các môi trường sống tự nhiên của chúng là xavan khô, xavan ẩm, vùng đất có cây bụi nhiệt đới hoặc cận nhiệt đới, vùng cây bụi ẩm khu vực nhiệt đới hoặc cận nhiệt đới, và đồng cỏ khô nhiệt đới hoặc cận nhiệt đới vùng đất thấp.